# Lușca, Bistrița-Năsăud
Lușca (germană Luschka, maghiară Szamospart) este o localitate componentă a orașului Năsăud din județul Bistrița-Năsăud, Transilvania, România.

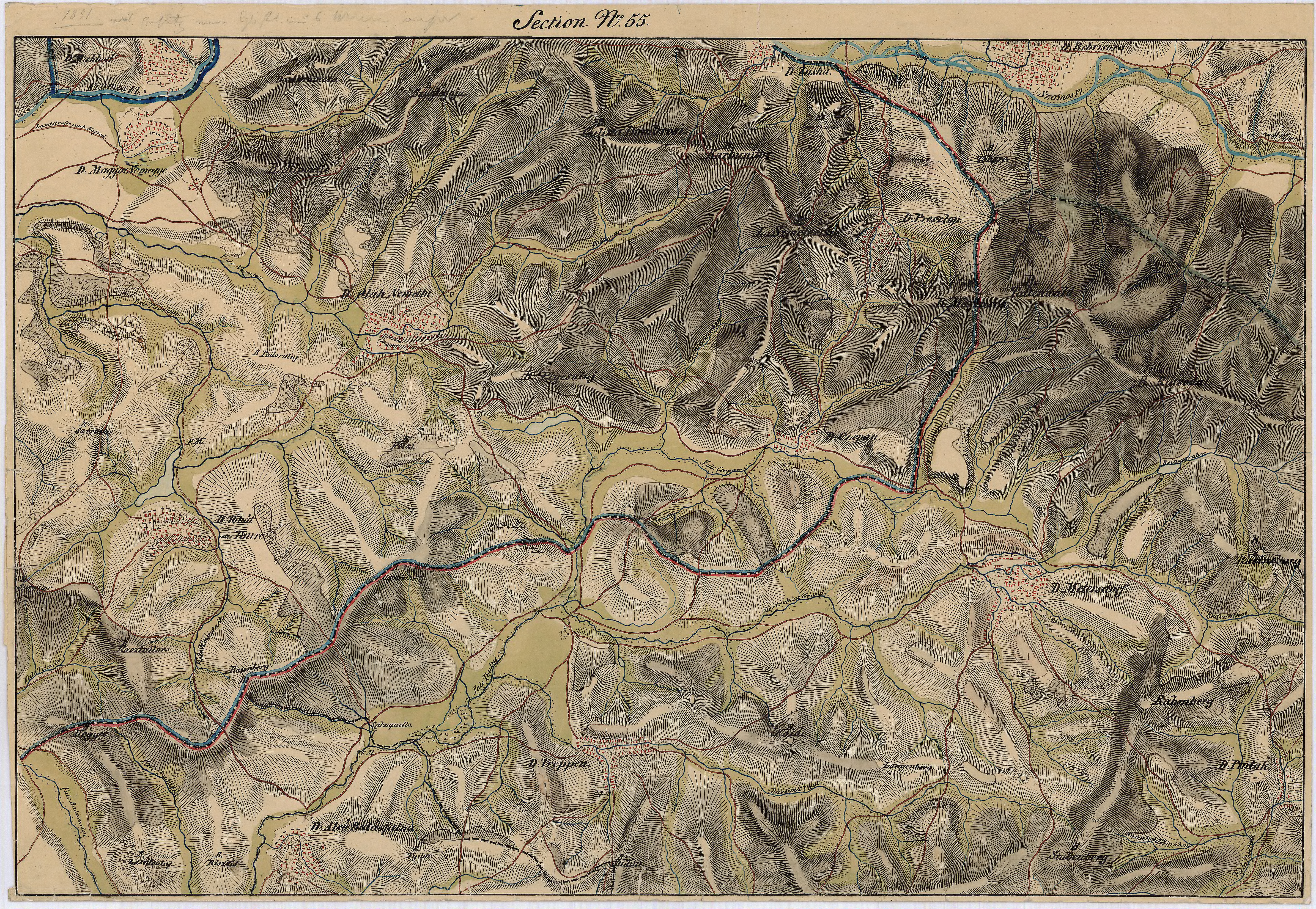
Luşca pe Harta Iosefină a Transilvaniei, 1769-73